# Петренски манастир „Въведение Богородично“
 Тази статия е за манастира в Македония.  За манастира в Тесалия вижте Петренски манастир „Успение Богородично“.  
Петренският или Локовският манастир „Въведение Богородично“ (на гръцки: Μονή των Εισοδίων της Θεοτόκου Πέτρας Ολύμπου) е православен манастир в олимпийското село Петра (Локово), Егейска Македония, Гърция, част от Китроската, Катеринска и Платамонска епархия.

## История
Името си Петра (на гръцки Скала) манастирът носи по името на една скала на югоизток. Точната дата на основаването на манастира е неизвестна. Някои смятат, че манастирът се е появил в VIII – XIX век. Според други датата на основаването е 1134 година, открита на каменна плоча в католикона. На пода в католикона, точно пред владишкия трон има ктиторска плоча с четири реда с годината 1151 и имената на епископ Никита Петренски и император Мануил I Комнин. На фасадата на църквата с арабски цифри също пише 1151. Според други манастирът е построен по време на император Андроник II Палеолог (1238 – 1328), а в друг надпис в манастира има годината 1608. Независимо дали църквата е построена в 1134 или 1151 година, със сигурност се знае, че е възстановена в 1754 г. и отново в 1815 година.
През годините на османската власт манастирът е многократно нападан от разбойници. Манастирът играе важна роля в революционните активности в Олимп в XVIII – XIX век. През 1798 година по време на битка в околностите на манастира е убит от албанеца Юсуф Арап капитан Тольос, чичо на Георгакис Олимпиос от клана Лазеи. На 6 април 1822 година по време на Гръцкото въстание е мъченически убит от войските на Мехмед Емин паша, йеромонахът от манастира Папаянис, докато служи заедно с още четирима свещеници в църквата „Свети Георги“ в Негуш. Обявен е за светец. На 3 ноември 1827 по време на среща в съседния манастир „Свети Дионисий“ в Олимп игуменът Самуил и поп Козма от Петренския манастир, заедно с капитани, духовници и видни личности от областта подписват молба до гръцкото правителство за освобождение. От 19 февруари до 3 март 1878 година, по време на Олимпийското въстание функционира Временното правителство на Македония. Член на правителството е и монахът от Петренския манастир Никифор Бурозикас. Манастирът е отправна точка на въстанието, където резидира правителството и откъдето то отправя революционна прокламация към македонците, след като епископ Николай Китроски заедно със свещеник Атанасийос Георгиу освещава революционното знаме.
Манастирът е център на Петренската епископия. През юни 1896 година след закриването на епархията, манастирът минава под юрисдикцията на Китроската епископия. По искане на жителите на района и след изпращане на патриаршеския екзарх епископ Йоан Ксантуполски, през октомври 1902 година Вселенската патриаршия взима решение за превръщане на Петренския и съседния олимпийски Каналийски манастир в ставропигиални и през август 1903 година е издаден патриаршески сигилий. Патриаршията назначава за управител на двата манастира китроския епископ. В началото на века манастирът има 58 монаси. През 1911 година е издаден султански ферман за обновяването на манастира. От 1929 до 2004 година на територията на манастира функционира болница за психични заболявания.
В манастира има ценни реликви – преносима икона на Свети Димитър от XIV век, резбован дървен кръст в олтара, посребрена икона на Богородица от 1851 година, ценни икони от османско време (1710), както и вградени в стените антични и византийски релефи.
В 1927 година село Локово е прекръстено на Петра по името на манастира.
В 1982 година католиконът „Въведение Богородично“ е обявен за защитен паметник на културата.
| Година    | 1913 | 1920 | 1928 | 1940 | 1951 | 1961 | 1971 | 1981 | 1991 | 2001 | 2011 | 2021 |
| --------- | ---- | ---- | ---- | ---- | ---- | ---- | ---- | ---- | ---- | ---- | ---- | ---- |
| Население |      | 58   | 102  | 328  | 43   | 185  | 128  | 398  | 333  |      |      |      |